# LG G2
Az LG G2 az LG érintőképernyős, Android operációs rendszerrel működő felsőkategóriás okostelefonja. A készülék a G2 mini telefonnal az LG G2-család tagja.

## Főbb paraméterek
- Processzor: Qualcomm Snapdragon 800 / MSM8974 / 2.26 GHz Négymagos
- Kijelző: 5,2 collos (1920 x 1080)
- Kamera: 13 megapixeles elsődleges kamera, 2,1 megapixeles másodlagos kamera
- Akku: 3,000 mAh
- Operációs rendszer: Android 4.2.2 Jellybean+
- Méret: 138.5 x 70.9 x 9.14 mm
- Súly: 143 g
- Hálózat: 2G: 850/900/1800/1900 MHz 3G 850/900/1900/2100 MHz 4G: B20(800)/B8(900)/B3(1800)/B1(2100)/B7(2600) MHz
- Egyéb: Mozgásérzékelő, RDS